# 劉旺
劉 旺(りゅう おう、簡体字:刘 旺、1969年3月-)は、中華人民共和国のパイロットであり、神舟計画の宇宙飛行士である。山西省平遥県に生まれ、中国人民解放軍空軍の戦闘機パイロットとなった。1998年に宇宙飛行士に選ばれた。

## キャリア
劉旺は、天宮1号への最初の有人ドッキングを行う神舟9号の乗組員に選ばれた。同時に乗組員になったのは、中国人初の複数回数宇宙飛行を行う景海鵬と中国人初の女性宇宙飛行士である劉洋であった。